# Frente de Kalínin
A Frente de Kalínin foi uma importante formação do Exército Vermelho, ativa na Frente Oriental da Segunda Guerra Mundial. Seu nome faz referência à região em torno de Kalínin.
Mais tarde reorganizada como a Primeira Frente Báltica, ela participaria do levantamento do cerco a Leningrado e da conquista de Königsberg. Durante a guerra, suas perdas totalizaram 43.551 mortos e desaparecidos, e 125.351 feridos e doentes.

## Histórico
A frente foi formalmente estabelecida por uma diretiva da Stavka de 17 de outubro de 1941, que lhe alocou três exércitos: 22º, 29º e 30º. Em maio de 1942, as forças aéreas da Frente de Kalínin foram reorganizadas como o 3º Exército Aéreo, compreendendo três divisões de caças, duas de aviões de ataque terrestre, e uma de bombardeiros.
Em novembro de 1942, a Frente de Kalínin, junto com a Frente Ocidental, lançou a Operação Marte contra as defesas alemãs no saliente Rjev-Viazma. O 3º Exército de Choque, agora parte da Frente de Kalínin, iniciou a operação em 24 de novembro, atacando o 3º Exército Panzer em Velikie Luki, e no dia seguinte as frentes de Kalínin e Ocidental atacaram todo o perímetro do saliente de Rjev. A ofensiva envolveu o 41º, 22º, 39º, 31º, 20º e 29º exércitos de ambas as frentes.
A Frente Kalínin envolveu-se então na Batalha de Velikiye Luki, em janeiro-março de 1943. O 3º Exército Aéreo apoiou as operações de Rjev, Sichevka e Velikie Luki, mas parece ter sido transferido brevemente para a Frente Noroeste, para cobrir a cabeça de ponte de Demiansk.
Durante a operação Nevel-Haradok, de 6 de outubro a 31 de dezembro de 1943, a frente (renomeada a Primeira Frente Báltica, em outubro do mesmo ano) consistia nos 3º e 4º exércitos de Choque, 11º Exército da Guarda e 43º Exército, além do 3º Exército Aéreo. Sua força inicial foi de 198.000 homens.